# 纳粹猎手

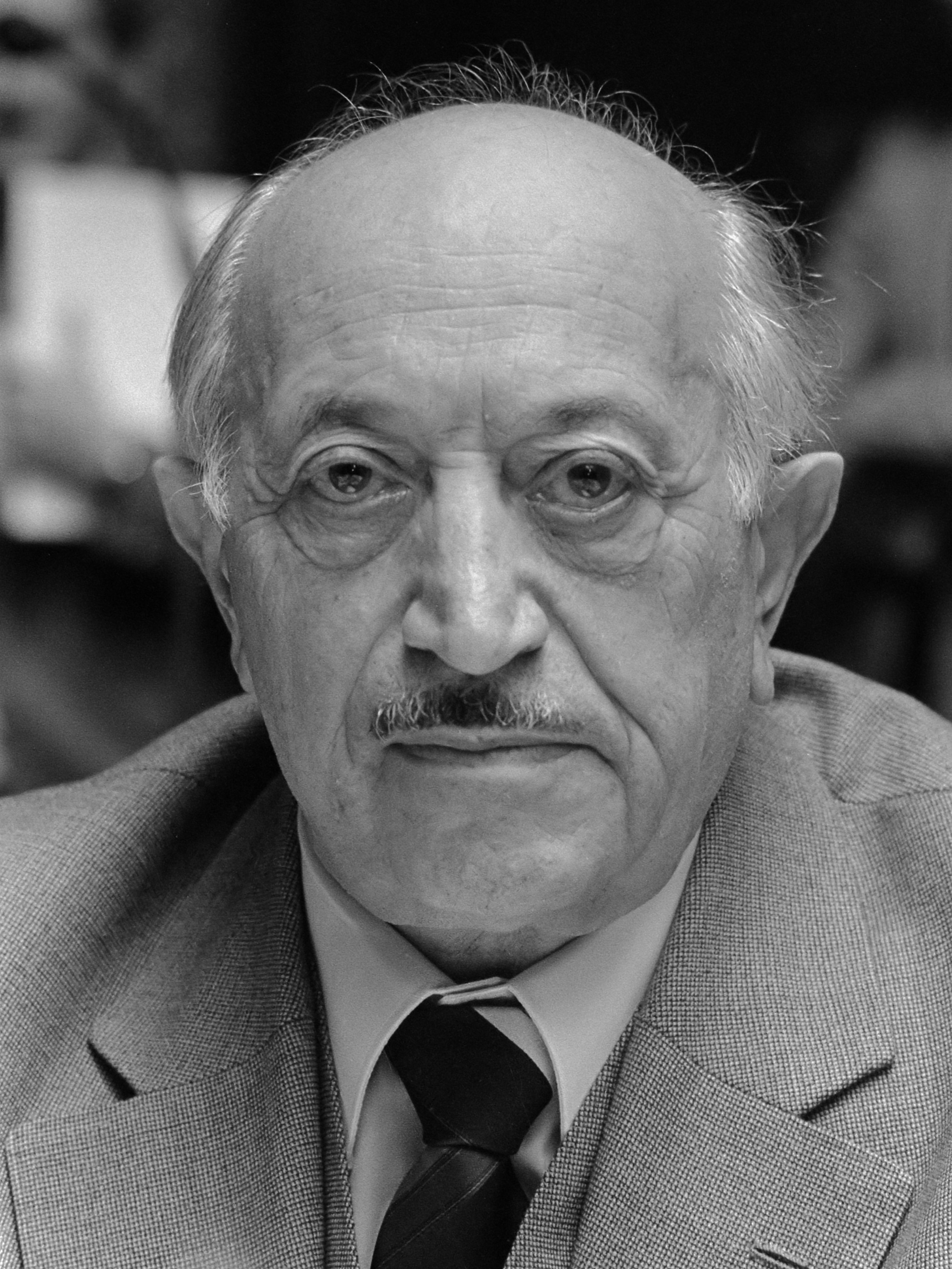
西蒙·维森塔尔照片

纳粹猎手（英语：Nazi hunter），又称纳粹猎人，是指追踪和收集那些据称参与过大屠杀的前纳粹分子或党卫军成员和纳粹合作者的信息的人，这些信息通常用于对战争罪和反人类罪的审判。著名的纳粹猎手包括西蒙·维森塔尔、图维亚·弗里德曼、塞尔吉·克拉斯菲尔德、贝特克·拉斯菲尔德、伊恩·赛尔、亚伦·斯沃雷、埃利奥特·韦尔斯和埃弗拉伊姆·祖罗夫等。

## 历史
随着第二次世界大战后冷战的开始，西方盟国和苏联都在寻找前纳粹科学家和特工，开展了诸如回形针行动和Osoaviakhim行动等计划。一些积极合作的前纳粹分子，如韦恩赫尔·冯·布劳恩和莱因哈德·盖伦，偶尔会获得国家保护，以换取有价值的信息。当时，盖伦是德国联邦情报局的负责人， 盖伦组织的创始人，“一个真实版的ODESSA”，用于帮助纳粹分子从欧洲逃亡。其他纳粹分子利用“鼠线”从战后的欧洲逃到南美等地。
作为反击，纳粹猎人自行寻找逃犯或组成团体，例如西蒙维森塔尔中心。纳粹猎人使用的方法包括发布悬赏信息、审查移民和查阅军事活动报告、以及提起民事诉讼。
在后来的几十年里，纳粹猎手更多地与西方、南美政府以及以色列合作。到 20 世纪末，由于活跃在纳粹领导层的一代人大多数都已经死去，纳粹猎手对前纳粹分子的追捕有所减少。

## 部分目标
西蒙-维森塔尔中心每年都会出版一份关于纳粹战犯的报告。纳粹猎人的一些著名目标包括：
- 克劳斯·巴比，"里昂屠夫"，1983年被从玻利维亚引渡到法国，此前塞尔吉和贝特·克拉斯菲尔德均试图追踪他。在玻利维亚向民主政权过渡之前，他一直受到美国和德国情报部门出于反苏情报目的的保护，并被玻利维亚军队以化名雇用。1987年他被判处终身监禁，1991年去世。
- 1965年，"里加屠夫 "赫伯茨·库库尔斯在乌拉圭蒙得维的亚被摩萨德特工暗杀。
- 阿道夫·艾希曼（Adolf Eichmann）在1960年被以色列间谍机构摩萨德从阿根廷抓获并偷渡回国，在以色列受审，1962年被处决。
- 拉脱维亚的纳粹合作者波利斯拉夫·迈科夫斯基（Boļeslavs Maikovskis）被威尔斯追捕，一直到纽约的米尼奥拉。迈科夫斯基斯最终于1987年移民到西德，在那里他因年龄原因不适合接受审判。
- 约瑟夫·门格勒（Josef Mengele），"死亡天使"，被摩萨德（Mossad）、威森塔尔（Wiesenthal）和克拉斯菲尔德（Klarsfelds）在南美各国追捕。他躲过了追捕，直到1979年在巴西意外死亡；他的遗体于1985年被确认。
- 1994年，负责大规模杀害意大利平民的党卫军军官埃里希·普里伯克（Erich Priebke）在阿根廷接受了美国广播公司黄金时段直播节目主持人山姆·唐纳森（Sam Donaldson）的公开采访。他随后被引渡到意大利，并在1998年被判处终身软禁。
- 爱德华·罗斯曼（Eduard Roschmann）被维森塔尔在阿根廷追捕。阿根廷政府于1977年制定了他的引渡计划，允许他逃往巴拉圭。他在同一年去世，但维森塔尔对尸体是否是罗什曼本人的持怀疑态度。
- 丁科·萨基奇被祖罗夫追捕到阿根廷。他没有试图隐藏身份，在1998年被引渡到克罗地亚之前，他曾多次在媒体上露面。他在克罗地亚被判处20年监禁，并于2008年去世。
- 约瑟夫·施文伯格（Josef Schwammberger）被西蒙·维森塔尔中心和韦尔斯追捕到阿根廷。他于1990年被引渡到西德，1992年被判处终身监禁，2004年死于狱中。
- 索比布尔和特雷布林卡灭绝营的指挥官弗朗茨·斯坦格尔（Franz Stangl）于1967年在圣保罗被威森塔尔捕获。他于1970年被引渡到德国，并被判处终身监禁，次年在德国去世。
- 古斯塔夫·瓦格纳（Gustav Wagner），1978年在巴西被维森塔尔揭露身份，随后被巴西政府逮捕，但巴西拒绝将他引渡到西德。1980年，瓦格纳死于一次所谓的“自杀”。

### 註
1. ↑  一个出现于1946年的虚构组织（来自德语：Organisation der ehemaligen SS-Angehörigen，意思是。前党卫军成员组织），涵盖了二战结束时由一群党卫军军官制定的纳粹地下逃亡计划，目的是促进秘密逃亡路线制定，以及任何随之而来的安排。
2. ↑  二战后德国纳粹分子和其他逃离欧洲的法西斯主义者的逃生路线系统

### 腳註
1. ↑  . news.bbc.co.uk.   [2023-02-05]. （原始内容存档于2021-01-23）.
2. ↑  . swcjerusalem.org.   [2023-02-05]. （原始内容存档于2023-02-05）.
3. ↑  Levy, Joel. . London, UK: Vision. 2004. ISBN 978-1-84839-640-1. OCLC 244639243.
4. ↑   (PDF).   [2023-02-05]. （原始内容 (PDF)存档于2015-04-09）.
5. ↑  Parton, Nigel R. . European History Quarterly: 291–294.
6. ↑  . web.archive.org. 2008-08-18  [2023-02-05]. （原始内容存档于2008-08-18）.
7. 1 2  Crossland, David. . Der Spiegel. 2008-01-14  [2023-02-05]. ISSN 2195-1349. （原始内容存档于2023-03-28） （英语）.
8. ↑    (PDF).   [2014-09-03]. （原始内容 (PDF)存档于使用|archiveurl=需要含有|archivedate= (帮助)）.